# 39년

## 연호
- 후한(後漢) 건무(建武) 15년

## 기년
- 후한(後漢) 광무제(光武帝) 15년
- 신라(新羅) 유리 이사금(儒理泥師今) 16년
- 고구려(高句麗) 대무신왕(大武神王) 22년
- 백제(百濟) 다루왕(多婁王) 12년

## 탄생
- 12월 30일 - 로마 제국 10대 황제 티투스